# Camila Alves
Camila Alves (Itambacuri, Minas Gerais, 28 de enero de 1982) es una modelo y diseñadora de bolsos brasileña-estadounidense.

## Primeros años
Camila Alves nació el 28 de enero de 1982 en Minas Gerais, Brasil. Su madre era artista y diseñadora, y su padre agricultor. A la edad de 15 años, Alves llegó a Los Ángeles, California para visitar a su tía y decidió no regresar a Brasil.

## Carrera
Mientras esperaba su visa de modelo, Alves trabajó durante cuatro años como empleada doméstica y camarera, a sus 19 años, se trasladó a Nueva York para seguir con su carrera de modelo.
Camila Alves ha posado para marcas como Levi's, Giorgio Armani, Triumph o Escada, y desfilado para Valentino, Kaufman Franco, Paco Rabanne o Hugo Boss. También fue la cara de anuncios de marcas conocidas como Billabong, Chopard, Christian Dior cosmetics, Datelli, Harley-Davidson, Levi's, Mango, Neiman Marcus, Pinko, Shell, Target, etc.
En 2008 Camila Alves presentó su línea de bolsos Muxo, que fueron concebidos después de experimentar durante tres años con estilos y diseños.
En abril de 2013 Alves firmó un contrato para ser el nuevo rostro para la línea de ropa de Macy, "I.N.C. International Concepts".

## Vida privada

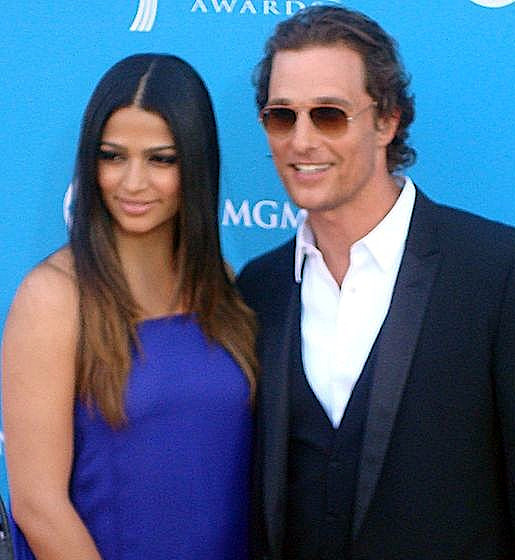
Camila Alves y Matthew McConaughey en 2010

Alves vive en Austin, Texas, con su esposo, el actor Matthew McConaughey a quien conoció en el año 2006. La pareja se comprometió en la Navidad de 2011,  y se casaron el 9 de junio de 2012 en Texas. Tienen tres hijos: dos varones, Levi (n. 7 de julio de 2008)  y Livingston (n. 28 de diciembre de 2012), y una hija, Vida (n. 3 de enero de 2010).
Obtuvo la nacionalidad estadounidense el 4 de agosto de 2015.

## Filmografía
| Año  | Título             | Papel          | Notas                    |
| ---- | ------------------ | -------------- | ------------------------ |
| 2002 |                    | Mujer hablando | No acreditada            |
| 2009 | The Abused         | Flavia         | Corto cinematográfico    |
| 2009 | As Maltratadas     | Flavia         | Corto cinematográfico    |
| 2010 | The Confidant      | Yuri           |                          |
| 2011 | A Mulher Invisível | Luisa          | Serie de TV; 1 episodio  |
| 2011 | Macho Man          | Modelo         | Serie de TV; 2 episodios |
| 2011 | Choke              |                |                          |